# Deborah Dash Moore

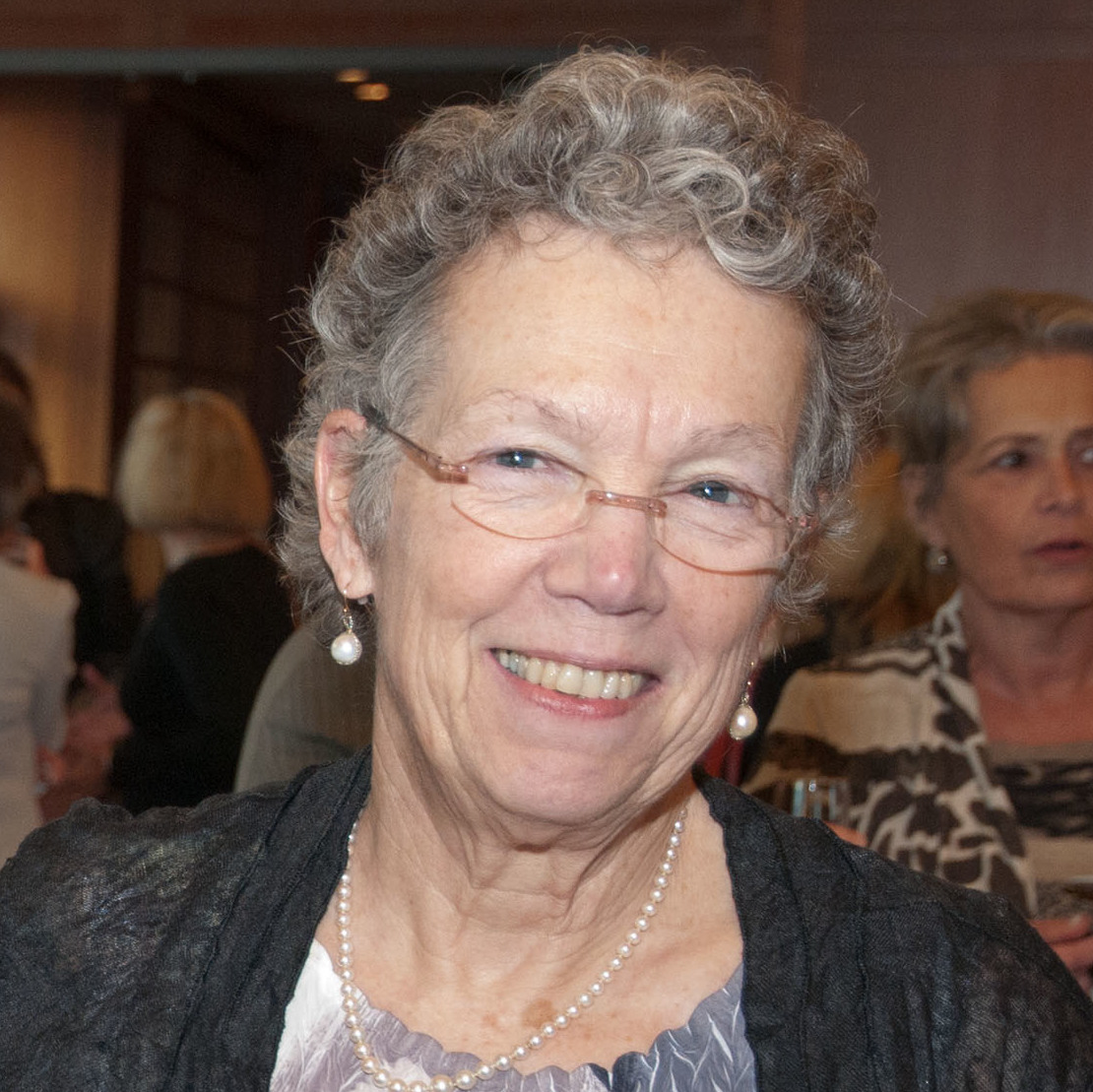
Deborah Dash Moore (2014)

Deborah Dash Moore (* 6. August 1946 in New York City) ist ehemalige Direktorin des Frankel Center for Judaic Studies und Frederick G. L. Huetwell Professorin für Geschichte und Judaistik an der University of Michigan in Ann Arbor.
Moore erwarb ihren B.A. magna cum laude in Geschichte an der Brandeis University. An der Columbia University erhielt sie den M.A. 1968 und 1975 den Ph.D. in Geschichte.
Moore lehrte lange Zeit bis 2005 am Vassar College, New York. Dort diente sie zeitweise als Leiterin der Religionswissenschaft und half ein Programm für Jüdische Studien einzurichten.
Sie beschrieb die Mischung jüdischer und amerikanischer Kultur bei Einwanderern oder US-Militärangehörigen. Ihre Geschichte der Organisation B'nai B'rith führte auf neue Zusammenhänge der internationalen jüdischen Loge. 2016 wurde Moore zur Chefredakteurin der Posen Library of Jewish Culture and Civilization ernannt, einer zehnbändigen Anthologie jüdischer Literatur, Kunstwerke und Artefakte, die die Yale University Press veröffentlicht (bisher 7 Bände), finanziert von Felix Posen. Moore gab mit der Literaturwissenschaftlerin Nurith Gertz zuerst Band 10 der Posen Library, die den Zeitraum Late Twentieth Century 1973–2005 abdeckt, heraus.

## Schriften
- The emergence of ethnicity, 1976
- At Home in America: Second Generation New York Jews (1981)
- To the Golden Cities: Pursuing the American Jewish Dream in Miami and L. A. (1994)
- B'nai B'rith and the Challenge of Ethnic Leadership (1981)
- mit Paula Hyman: Jewish Women in America: An Historical Encyclopedia, 2 Bde. (1997)
- GI Jews: How World War II Changed a Generation (2004)
- Hg.: American Jewish Identity Politics (2008), ISBN 978-0472116485
- Hg. mit Marion Kaplan: Gender & Jewish History (2011), ausgezeichnet mit dem National Jewish Book Award, Kategorie Anthologien und Sammlungen
- The Posen Library of Jewish culture and civilization. Yale University Press; Posen Foundation, New Haven, CT : Lucerne 2012, ISBN 978-0-300-13550-3 (worldcat.org).
- City of Promises: A History of the Jews of New York. 3 Bde. (2012), ISBN 978-0814717318
- Hg. mit Judith Weisenfeld: Vernacular Religion: Collected Essays of Leonard Norman Primiano (North American Religions) (2022), ISBN 978-1479818662
- Walkers in the City: Jewish Street Photographers of Midcentury New York (2023), National Jewish Book Award[4]

## Einzelbelege
1. ↑  Deborah Dash Moore. 23. Juni 2021, abgerufen am 28. Mai 2024 (englisch).
2. ↑  Frankel Center for Judaic Studies | U-M LSA Frankel Center for Judaic Studies. Abgerufen am 28. Mai 2024 (englisch).
3. ↑  Homepage der Posen Library. Abgerufen am 28. Mai 2024 (englisch).
4. ↑  Walkers in the City: Jewish Street Photographers of Midcentury New York | Jewish Book Council. 2023, abgerufen am 28. Mai 2024 (englisch).

| Personendaten    | Personendaten                 |
| ---------------- | ----------------------------- |
| NAME             | Moore, Deborah Dash           |
| ALTERNATIVNAMEN  | Moore, Deborah                |
| KURZBESCHREIBUNG | US-amerikanische Historikerin |
| GEBURTSDATUM     | 6. August 1946                |
| GEBURTSORT       | New York City                 |